# 太子町立歴史資料館
太子町立歴史資料館（たいしちょうりつれきししりょうかん）は兵庫県揖保郡太子町にある博物館。

## 概要
太子町は聖徳太子ゆかりの地であることから、歴史的文物に富む一方、高度経済成長期以降は新たに太子町に流入した住民も多くなった。新旧の住民たちが協力して新しいふるさとを創り上げる拠点として、平成期に入り「太子ふるさと文化村」が構想され、太子町の中心街である鵤地区に図書館・多目的ホール・資料館の3館を揃えた文化エリアが形成された。当館はその1館として、郷土に残された多くの文化財を通して歴史や文化を感じ、楽しみながら理解する場として1993年に開館した。八角形の建物が印象的で、館内では太子町の歴史を現在から過去へとめぐる形で展示されている。
兵庫県博物館協会加盟館、全国歴史民俗系博物館協議会加盟館、博物館法に基づく兵庫県教育委員会指定施設（博物館に相当する施設）である。またひょうごっ子ココロンカードの対象施設になっている。
指定管理者制度を採用せず、太子町の直営である。

## 利用情報
- 開館時間 - 10：00〜18：00
- 休館日 - 火曜（祝日の場合は開館）、祝日の翌日、年末年始

## 交通アクセス
鉄道での最寄駅はJR神戸線 網干駅であるが、徒歩では約40分かかる。

### バス路線
神姫バス
「あすかホール前」停留所（2022年4月新設）
- 38・39系統
  - 姫路駅（北口）行 / 龍野行

ウイング神姫
「鵤」停留所（西へ約300メートル）
- 50・55系統
  - 網干駅・山陽網干駅・ダイセル行 / 龍野・山崎行

### 自動車
- 太子竜野バイパス太子東ランプより、国道179号を西に約10分
- 太子竜野バイパス太子北ランプより、国道179号を南に約5分

## 周辺
- あすかホール
- 太子町立図書館
- 斑鳩寺